# Ostrożeń lancetowaty
Ostrożeń lancetowaty (Cirsium vulgare (Savi.) Ten.) – gatunek wieloletniej rośliny zielnej należący do rodziny astrowatych. Gatunek kosmopolityczny, szeroko rozprzestrzeniony na wszystkich kontynentach (poza Antarktydą) i na wielu wyspach. W Polsce bardzo pospolity. We florze Polski gatunek ten ma niepewny status.

## Morfologia
ŁodygaWzniesiona, zwykle gałęzista, kolczasto oskrzydlona, słabo ulistniona. Osiąga od 0,6 do 1,5 m wysokości.
LiścieZatokowato pierzastodzielne lub pierzastosieczne, zbiegające po pędzie, o silnie kolczastych odcinkach. Górna powierzchnia gładka lub pomarszczona i pokryta kłującymi szczecinkami, dolna mniej lub bardziej intensywnie białoszaro owłosiona. Nerwacja wyraźna.
KwiatyZebrane w koszyczki wyrastające zazwyczaj pojedynczo, czasami po dwa na oskrzydlonych szypułach. Listki okrywy lancetowate z długą, kłującą, żółtą szczecinką na szczycie. Wszystkie kwiaty w koszyczku purpurowe, obupłciowe i wyłącznie rurkowate. Mają 5-łatkową koronę dwu- lub trzykrotnie krótszą od rurki.
OwocGładka niełupka o długości 4-5 mm. Jest szarawa lub brunatna, czasami z podłużnymi, czarnymi plamami i z puchem kielichowym o długości do 30 mm.

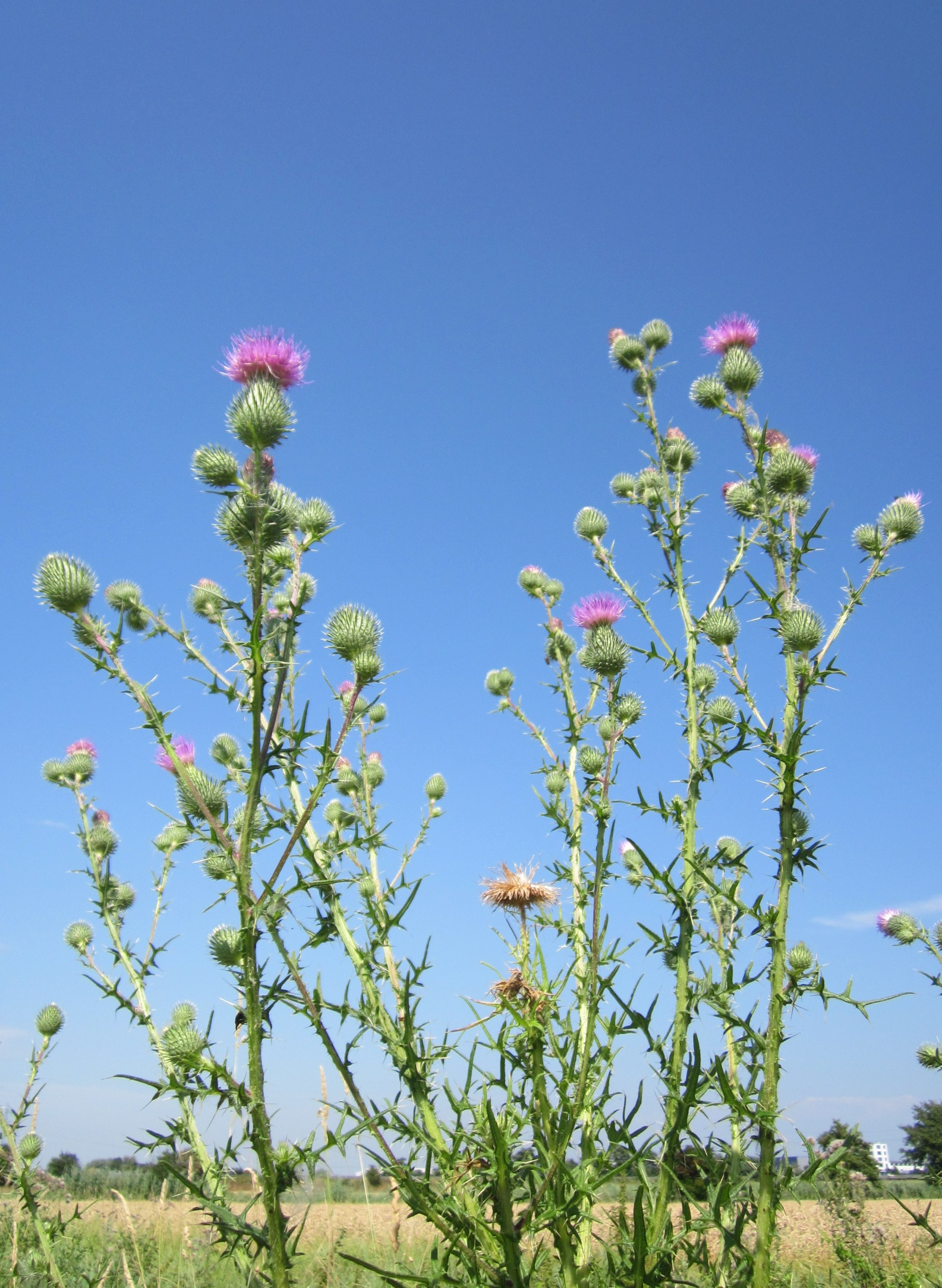
Pokrój
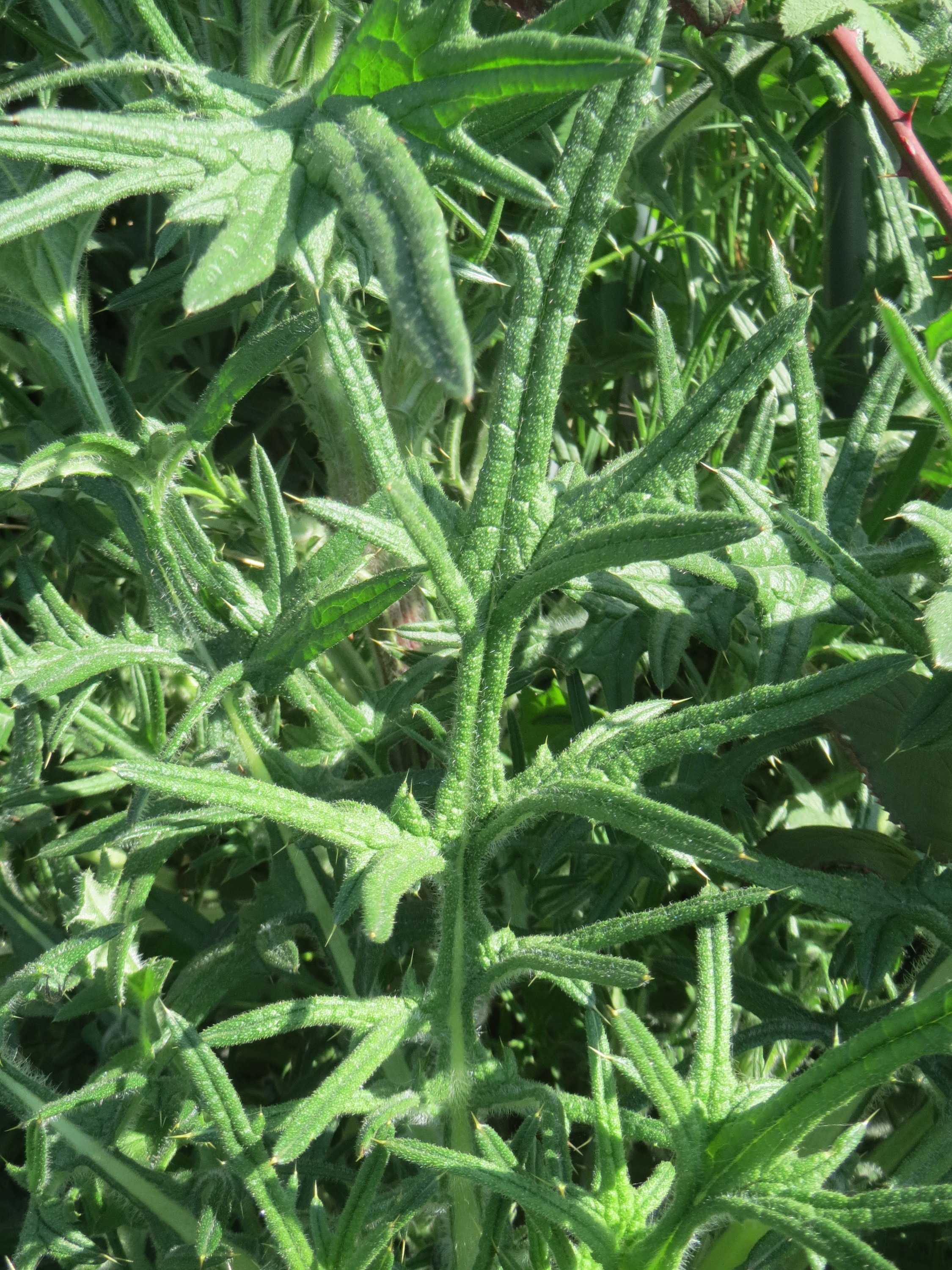
Liście
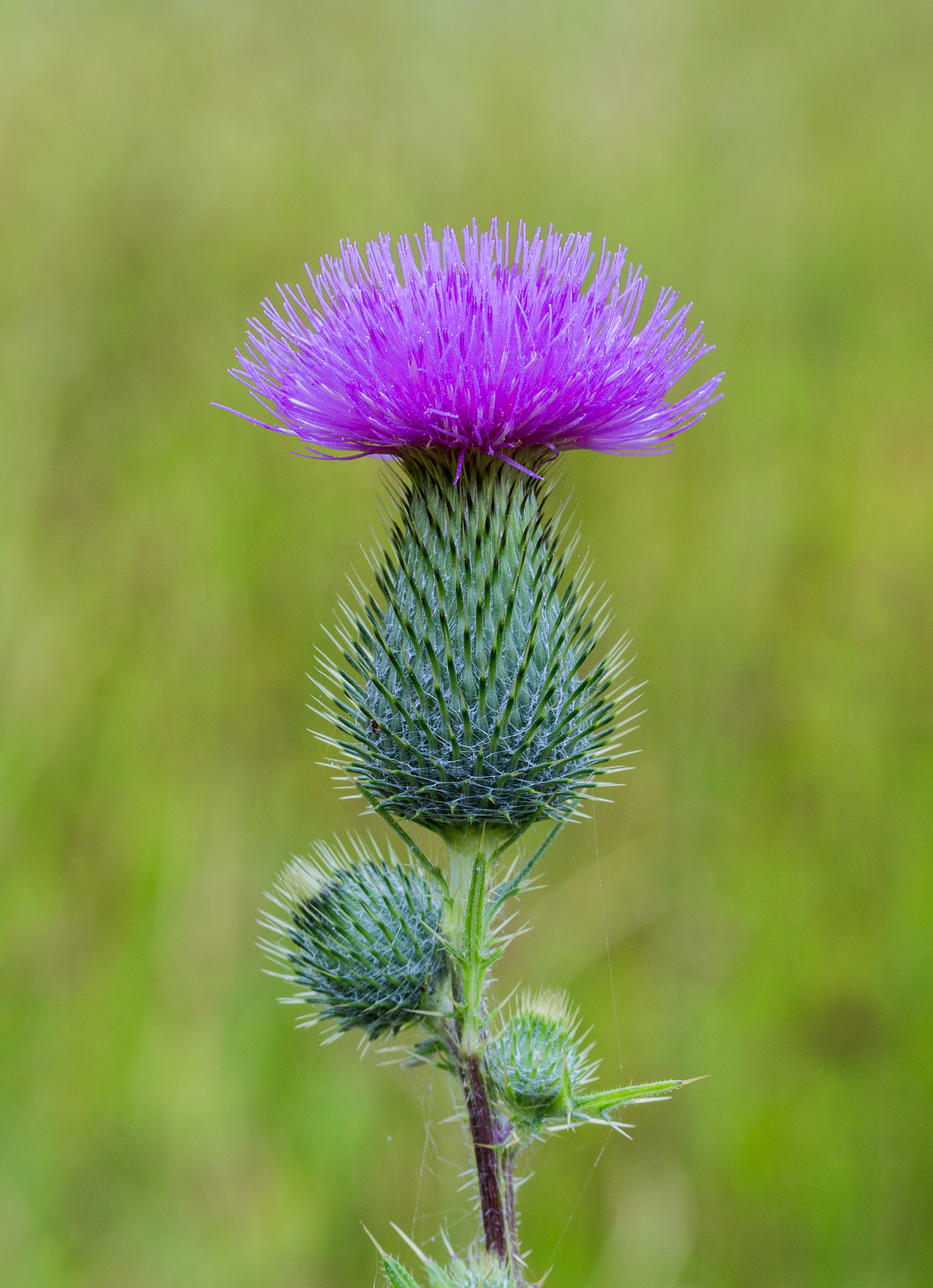
Koszyczek
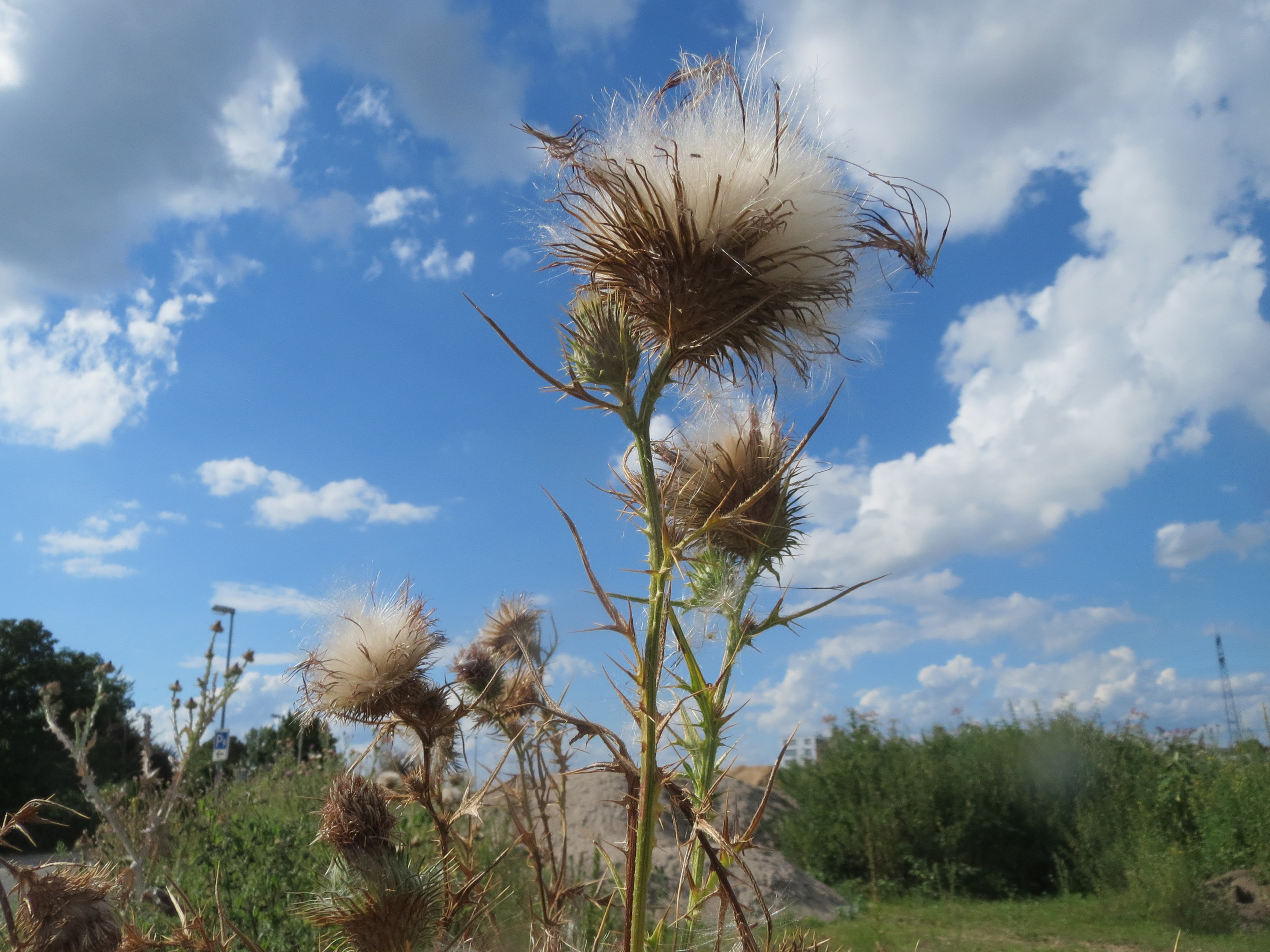
Owoce

## Biologia i ekologia
RozwójRoślina dwuletnia, hemikryptofit. W Polsce kwitnie w okresie od czerwca do września. Kwiaty przedprątne, zapylane przez owady. Nasiona rozsiewane przez wiatr, oraz przez zwierzęta (przyczepiają się do ich sierści i piór). W rozsiewaniu biorą udział także mrówki, nasiona posiadają bowiem elajosom. Niektóre kiełkują już jesienią, większość dopiero wiosną następnego roku.
SiedliskoGłównie siedliska ruderalne; przydroża, brzegi lasów, zarośli, nieużytki, wysypiska, tereny kolejowe, pastwiska. W górach występuje po regiel dolny. Roślina światłolubna. Gatunek charakterystyczny dla klasy Artemisietea.
Korelacje międzygatunkoweNa pędach ostrożnia lancetowatego pasożytują niektóre gatunki grzybów: Golovinomyces cichoracearum, Puccinia cnici i Ramularia cynarae.
Genetyka i zmiennośćLiczba chromosomów 2n = 68. Występuje w dwóch podgatunkach: Cirsium vulgare subsp. crinitum (Boiss. ex DC.) Arènes i Cirsium vulgare subsp. silvaticum (Tausch) Arènes. Tworzy mieszańce z ostrożniem krótkołodygowym (Cirsium acaule), ostrożniem siwym (Cirsium canum), ostrożniem błotnym (Cirsium palustre), ostrożniem głowaczem (Cirsium eriophorum) i in.

## Zastosowanie
- Korzeń jednorocznego ostrożnia lancetowatego jest jadalny, w smaku przypomina bulwy topinambura. Indianie z plemienia Thompson z pokrojonych kawałków gotowali zupę, używając do tego celu zarówno świeżych, jak i suszonych korzeni. Jadalne po ugotowaniu są także młode szypułki kwiatowe oraz młode liście pozbawione kolczastych szczecinek i pąki kwiatowe (dzień przed ugotowaniem moczy się je w wodzie z solą)[11].
- Suszone kwiaty można użyć zamiast podpuszczki do ścinania mleka[11].

## Obecność w kulturze i sztuce
Okaz ostrożenia, w postaci rozwiniętej rośliny z koszyczkami kwiatowymi, jest widoczny w tle malarskim sceny "Hołd Trzech Króli" w ołtarzu Wita Stwosza w Kościele Mariackim w Krakowie.
Prawdopodobnie jest tym gatunkiem tzw. ostu, który został symbolem narodowym Szkocji.